# Kowŏn
Kowŏn (kor. 고원군, Kowŏn-gun) – powiat w Korei Północnej, w prowincji Hamgyŏng Południowy. W 2008 roku liczył 94 963 mieszkańców. Graniczy z powiatami Ch’ŏnnae od południa, Kŭmya od północy oraz wschodu, a także z regionem Sudong od zachodu. Przez powiat przebiegają trzy linie kolejowe: najdłuższa w kraju 819-kilometrowa linia P’yŏngna, łącząca stolicę Korei Północnej, Pjongjang ze znajdującą się w północno-wschodniej części kraju specjalną strefą ekonomiczną Rasŏn, 145-kilometrowa linia Kangwŏn, łącząca Kowŏn oraz P’yŏnggang, a także linia Ch’angdong.

## Historia
Przed wyzwoleniem Korei spod okupacji japońskiej powiat składał się z miasteczka (Kowŏn-ŭp), 5 miejscowości (kor. myŏn) oraz 104 wsi (kor. ri). W obecnej formie powstał w wyniku gruntownej reformy podziału administracyjnego w grudniu 1952 roku. W jego skład weszły wówczas tereny należące wcześniej do miejscowości Kowŏn, Sangsan, Kunnae, Sudong (3 wsie, wszystkie to powiat Kowŏn), a także należąca do miejscowości Myŏnggu (powiat Munch'ŏn, prowincja Kangwŏn) wieś Puam, a także należące do miejscowości Ch’ŏnnae wsie Jewi i Ryongsan.

## Podział administracyjny powiatu
W skład powiatu wchodzą następujące jednostki administracyjne:
| Nazwa jednostki administracyjnej | Rodzaj jednostki administracyjnej | Chosŏn’gŭl     | Hancha         |
| -------------------------------- | --------------------------------- | -------------- | -------------- |
| Kowŏn-ŭp                         | miasteczko                        | 고원읍         | 高原邑         |
| Puraesan-rodongjagu              | dzielnica robotnicza              | 부래산로동자구 | 浮來山勞動者區 |
| Sangsan-ri                       | wieś                              | 상산리         | 上山里         |
| Rakch'ŏn-ri                      | wieś                              | 락천리         | 樂泉里         |
| Namhŭng-ri                       | wieś                              | 남흥리         | 南興里         |
| Jungp'yŏng-ri                    | wieś                              | 중평리         | 中坪里         |
| Munha-ri                         | wieś                              | 문하리         | 文下里         |
| Hap'yŏng-ri                      | wieś                              | 하평리         | 下坪里         |
| Songch'ŏn-ri                     | wieś                              | 송천리         | 松川里         |
| Hwangsong-ri                     | wieś                              | 황송리         | 黃松里         |
| Kunnae-ri                        | wieś                              | 군내리         | 郡內里         |
| Sinch'ang-ri                     | wieś                              | 신창리         | 新昌里         |
| Tach'ŏn-ri                       | wieś                              | 다천리         | 多泉里         |
| Midun-ri                         | wieś                              | 미둔리         | 彌屯里         |
| Tŏkji-ri                         | wieś                              | 덕지리         | 德智里         |
| P'ungnam-ri                      | wieś                              | 풍남리         | 豊南里         |
| Wŏnbong-ri                       | wieś                              | 원봉리         | 元峰里         |
| Songhŭng-ri                      | wieś                              | 송흥리         | 松興里 리      |
| Jŏnt'an-ri                       | wieś                              | 전탄리         | 箭灘里         |
| Sangp'yŏng-ri                    | wieś                              | 상평리         | 上坪里         |